# فاندفانتر (سانت لويس)
فاندفانتر (بالإنجليزية: Vandeventer, St. Louis)‏ هي منطقة سكنية تقع في الولايات المتحدة في ميزوري. يقدر عدد سكانها بـ 1,682 نسمة .